# 贛南官話
贛州官话，又称贛南官话、贛州话，是官话在江西省的赣州老城区（章贡区）、信丰县城及其周边5公里范围的一个方言岛。使用人口约30万人。被包围在在800余万人的赣南客語方言区。与赣州一河之隔的水东、水西和水南，也操客家語。在信丰县城，人们所操的是信丰官话，在赣州河套老城区，人们所操的是赣州官话，这二者合称赣南官话。

## 历史
明正德三年（公元1508年），因赣南民變遍地，朝廷从广西桂林、柳州调来狼兵进驻赣州。桂林话、柳州话带到赣州城区，形成赣州官话。
赣州话的使用人数，在1949年估算为4万人左右；在20世紀80年代，赣州话的使用人数上升至20万左右；目前，赣州话的使用人数应当为30万左右，而少於35万。